# قلعة كامحمدرضا (مقاطعة دورود)
قلعة كامحمدرضا (بالفارسية: قلعه کامحمدرضا) هي قرية تقع في قسم جان الريفي (مقاطعة دورود) في إيران. يقدر عدد سكانها بـ 177 نسمة بحسب إحصاء 2016.